# Bart De Wever

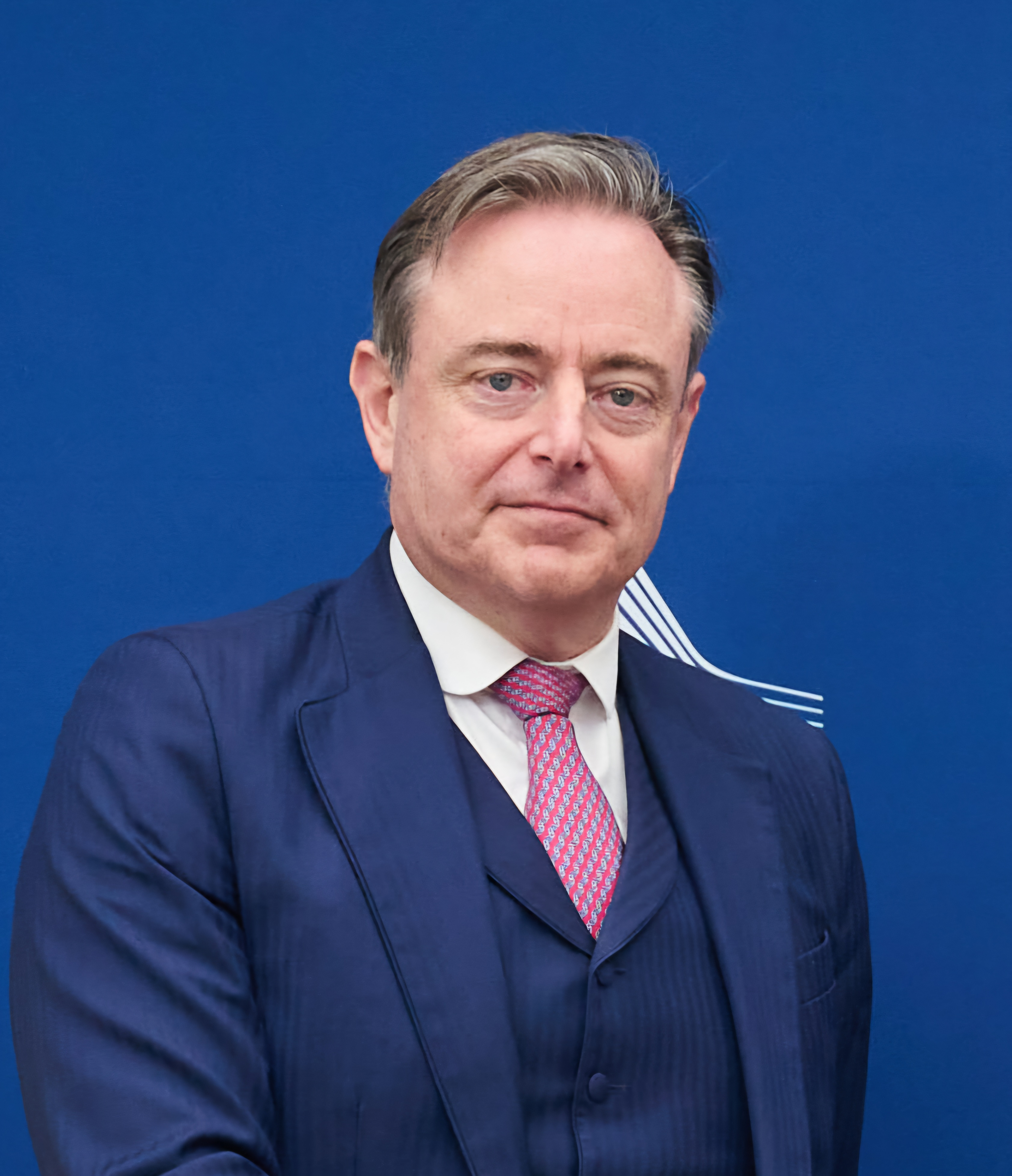
Bart De Wever, Premierminister von Belgien (2025)

Bart Albert Liliane De Wever (* 21. Dezember 1970 in Mortsel) ist ein belgischer Politiker und seit dem 3. Februar 2025 Premierminister von Belgien. Von 2004 bis 2025 war er Vorsitzender der Neu-Flämischen Allianz (N-VA) und von 2019 bis 2024 Mitglied des Flämischen Parlaments. Von 2013 bis 2025 war er Bürgermeister von Antwerpen.

## Leben
De Wever studierte Geschichte an der Universität Antwerpen und an der Katholieke Universiteit Leuven. Später war er wissenschaftlicher Mitarbeiter der Universität Leuven, gab die Promotion jedoch auf, um sich ganz seiner politischen Karriere zu widmen. Seit 2004 ist er Vorsitzender der N-VA, einer flämischen nationalistischen Partei, die von 2006 bis 2008 mit der christlich-demokratischen CD&V von Yves Leterme verbunden war. Er spielte eine zentrale Rolle bei einer der bis dahin längsten Regierungsbildungen in der Geschichte Belgiens, bei der letztendlich Yves Leterme 2009 Ministerpräsident wurde. Bei der letzten landesweiten Wahl in Belgien am 13. Juni 2010 wurde die Neu-Flämische Allianz unter Führung Bart De Wevers mit 27,8 Prozent der Stimmen die größte Partei sowohl in Flandern als auch in ganz Belgien. Bei den anschließenden Verhandlungen über die Bildung einer neuen Föderalregierung fungierte er eine Woche lang als „Informateur“ des Königs Albert II. Elio Di Rupo konnte nach monatelangen Verhandlungen aus einer Koalition von sechs belgischen Parteien eine Regierung ohne De Wevers N-VA und ohne flämische Wahlmehrheit bilden, die am 6. Dezember 2011 vereidigt wurde.

## Politische Ideen
De Wever hat sich 2010 einen Nationalisten und konservativ genannt. Er hat gesagt, er sähe Flandern am liebsten unabhängig; er hat kulturelle Rechte für die französischsprachige Minderheit in Flandern abgelehnt. Zusammenarbeit zwischen einem unabhängigen Flandern und den Niederlanden könne er sich vorstellen.
Ausländerfeindlichkeit und Fremdenfeindlichkeit sind in Belgien ein Thema, das der Partei Flämische Interessen (Vlaams Belang) bei der Parlamentswahl 2010 8,3 % der Stimmen brachte (1991 zogen sie erstmals ins Parlament ein). Bart de Wever bemühte sich 2010, seine Partei von Radikalität abzugrenzen. Einwanderer sollten seiner Meinung nach in Flandern nicht in der Gesellschaft verschwinden, sondern könnten ihr Farbe geben. Zunächst müssten Einbürgerungswillige die Sprache lernen und die „Grundregeln unserer Kultur“ akzeptieren. Zudem gehe es um die Akzeptanz der Gleichwertigkeit von Frauen und Homosexuellen. Man könne den Neuen nicht die Religion verbieten, aber sie müssten ihre Religion an die flämische Kultur anpassen. De Wever unterstützte das in Belgien im April 2010 erlassene Burkaverbot, weil eine Kleidung, die den ganzen Körper bedeckt, eine Kultur der Angst und Verschlossenheit schaffe.
Bei den Stadtratswahlen in Antwerpen am 14. Oktober 2012 kandidierte de Wever für die Funktion des Bürgermeisters. Seine Partei wurde mit 37,7 Prozent der Stimmen stärkste Partei. Er war von 2013 bis Februar 2025 Bürgermeister Antwerpens. Als solcher legte er 2013 fest, dass Ausländer den 15-fachen Betrag (250 statt 17 Euro pro Person) zahlen, um sich als Einwohner von Antwerpen registrieren zu lassen. Grund dafür sei der höhere Arbeitsaufwand für Anträge von Ausländern.
Angesichts der Flüchtlingskrise in Europa warf er im März 2016 der deutschen Bundeskanzlerin Angela Merkel (CDU) vor, ihre Immigrationspolitik der offenen Grenzen sei ein „epochaler Fehler“.

## Seit der Parlamentswahl 2024
Bei der Parlamentswahl am 9. Juni 2024 (gleichzeitig mit der Europawahl) erhielt die N-VA die meisten Stimmen (16,9 %), gefolgt von VB (14,0 %) und MR (10,1 %). De Wever wurde daraufhin durch den König mit der Regierungsbildung beauftragt. Am 25. Juli 2024 verlängerte der König den Regierungsbildungsauftrag von De Wever bis zum 19. August 2024. Da sich auch trotz einer Verlängerung der Frist um drei Tage kein Kompromiss abzeichnete, trat De Wever als Regierungsbildner am Abend des 22. August 2024 zurück, nahm aber später auf Aufforderung des Königs seine Tätigkeit als Regierungsbildner wieder auf.
Am 2. Januar 2025 wurde De Wever erneut als Bürgermeister Antwerpens vereidigt. Am 3. Februar 2025 wurde De Wever vor König Philippe als Premierminister vereidigt. Er führt die Regierung De Wever.